# PhpList
phpListは、電子メールのメーリングリストを管理するオープンソースソフトウェアである。PHPで書かれ、MySQLデータベースに情報を保持する。phpListはGPLの下に置かれ、自由に配布できる。Tincanが後援している。

## 解説
このソフトウェアは、大量の登録者リストに対する電子メール配信によるダイレクトメールのためのデータベースを、オンラインで管理できる。登録者は、ウェブインタフェースでのアンケートに対して回答するさまざまな情報（居住地、好物、誕生日、母語など）に基づいて、ひとつまたはそれ以上のリストに登録される。アンケートは管理者が作成でき、いつでも変更できる。あつめた情報は、電子メールの配送の際にも利用できる。つまり、特定の条件を満たす回答をした登録者のみにメッセージを配送することもできる。
phpListはメッセージの配送をまとめることができるため、同じ登録者が同じ内容のメッセージを二重に受け取ることがない。同じメッセージが同じリストに再投稿された場合はもちろん、200のリストに同時に投稿された場合でもそうである。このソフトウェアはメッセージ配送の登録者ごとの詳細を追跡することもできる。誰がどのメッセージをいつ受け取ったかを解析できるし、メッセージが不達で返送（バウンス）されたのか、実際に読まれたのか、あるいは他人に転送されたのかなども知ることができる。
メッセージをHTMLで作成でき、また登録者が提供した情報を動的に埋め込むこともできる。メッセージの個別化が極めて容易である。データをRSSフィードに書き出すことができ、そのURLも登録者ごとに個別化でき、さらにそれをメッセージに埋め込める。CSV形式でデータベースにインポートしたり、逆にエクスポートしてスプレッドシートアプリケーションに読み込んだりもできる。
phpListは現在、英語、フランス語、スペイン語、ポルトガル語、ドイツ語、中国語、日本語、ベトナム語に対応している。アンケート用の公開ウェブインタフェースは25言語に対応する。ソフトウェアの機能を解説する文書は英語である。数万の電子メールアドレスを擁するメーリングリストを管理するような、企業の顧客向け広報にたいへん適している。メッセージ配送はSMTPサーバの電子メール処理の負荷を調整できる。複数の管理者がひとつのデータベースを共有しながら、リストや個々のアンケートなどをそれぞれ別々に管理できる。
このソフトウェアは、大規模なリストによる配信を管理できるという点でGNU MailmanやSympaに似通っているが、ふたつの点で大きく異なっている。phpListはダイレクトメールに特化しており、討議には使われない (つまり、リストに登録した者はリストからメッセージを受け取るだけで、リストに返事を送ることはない)。またphpListは、討議用メーリングリストとは逆に、管理者が決めた細かな条件に基づいてリストの一部の登録者だけにメッセージを送ることができる。
このソフトウェアは、電子メールアドレスの集積をデータベースに蓄積して活用しようとする者にとって有用である。phpListはさまざまな、時にとても細かな条件によって配送先を決めることができる。大企業や公的組織のほか、多数の公衆を対象とする小さなプロジェクトにとっても、情報キャンペーンを行うための有用なツールとなりうる。